# Kazimierz Szablewski
Kazimierz Szablewski (ur. 6 stycznia 1927, zm. 19 listopada 2008 w Warszawie) – polski historyk, dyplomata.

## Życiorys

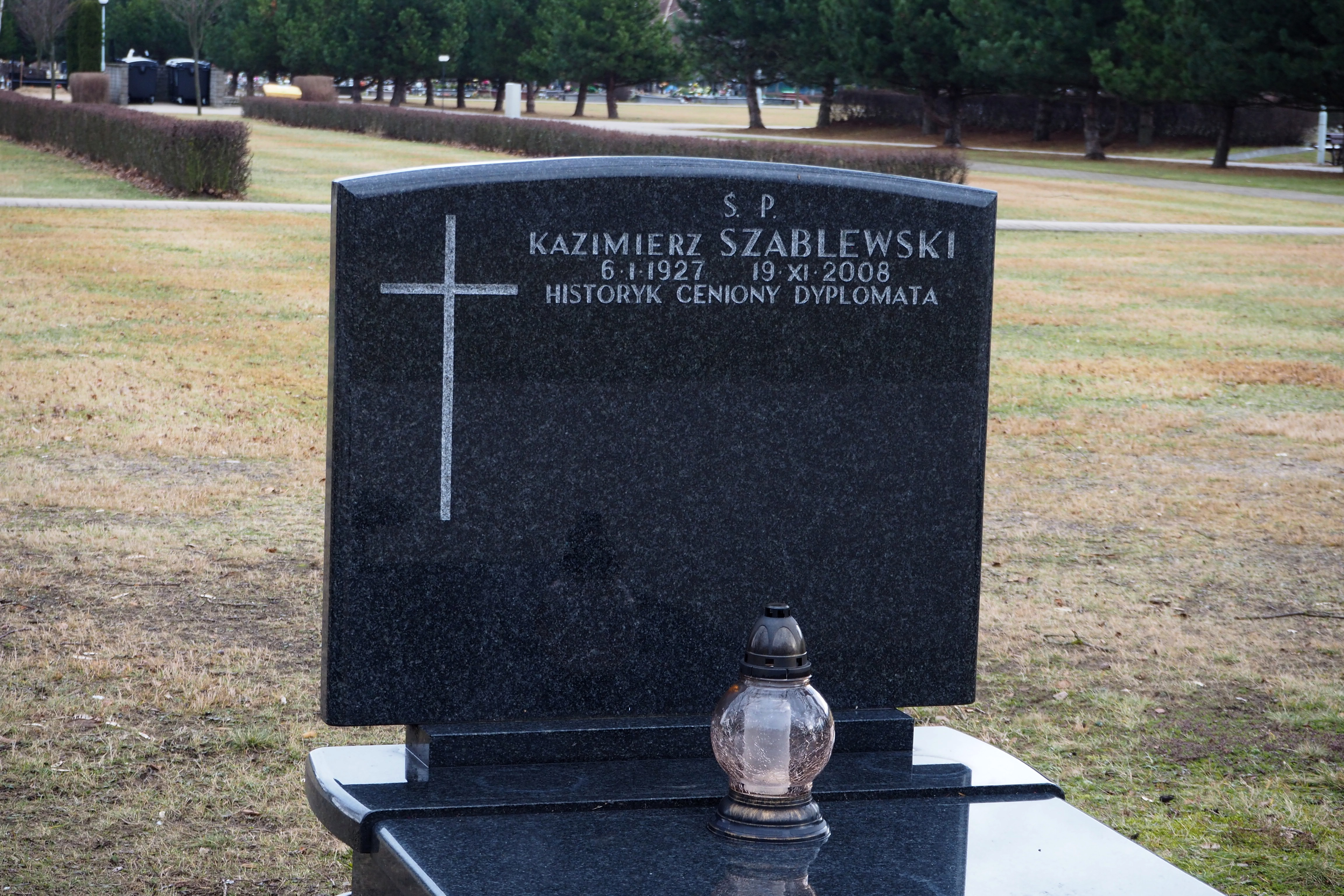
Grób Kazimierza Szablewskiego na Cmentarzu Komunalnym Południowym

Od 1956 związany z ministerstwem spraw zagranicznych. W latach 1974–1982 szef zespołu do spraw kontaktów roboczych ze Stolicą Apostolską przy ambasadzie polskiej w Rzymie.
Zmarł 19 listopada 2008 w Warszawie i 26 listopada został pochowany na Cmentarzu Komunalnym Południowym w Antoninowie.